# Harry Jones (cầu thủ bóng đá, sinh năm 1911)
Harry Jones (26 tháng 10 năm 1911 - 22 tháng 2 năm 1957) là một cầu thủ bóng đá người Anh thi đấu ở vị trí tiền đạo, có biệt danh Popeye.

## Tiểu sử
Jones sinh ra ở Haydock, Lancashire. Ông kí hợp đồng với Preston North End vào tháng 7 năm 1928 trước khi chuyển sang West Bromwich Albion với mức giá 500 bảng Anh năm 1933. Jones thi đấu với tư cách cầu thủ khách mời cho Everton và Blackburn Rovers trong giai đoạn đầu của Thế chiến thứ II, và giải nghệ vì đau ốm và chấn thương năm 1943. Ông mất ở Preston năm 1957, lúc 45 tuổi.